# ألبير منصور
ألبير سامي منصور (1939-)، سياسي لبناني ونائب ووزير سابق. ساهم سنة 1969 في تأسيس الحزب الديمقراطي. أنتخب في عام 1972 نائبًا عن دائرة بعلبك - الهرمل. التحق بالحركة الوطنية اللبنانية وأصبح أمين صندوقها. عارض وصول بشير الجميل إلى منصب الرئاسة، ولم يحضر جلسة انتخابه كما امتنع عن التصوييت لصالح معاهدة 17 آيار. شارك في صياغة اتفاق الطائف ودخل الحكومة للمرة الأولى كوزير للدفاع. خسر مقعده النيابي في انتخابات سنة 1992، وانهزم في انتخابات 1996، 2000، 2005 أمام مرشح الحزب السوري القومي الاجتماعي مروان فارس. في يوليو 2006 ساهم بتأسيس اللقاء الوطني اللبناني الذي ترأسه عمر كرامي والذي عارض حكومة الرئيس فؤاد السنيورة الأولى. بعام 1993 كتب كتاب «الانقلاب على الطائف» الذي انتقد فيه عدم تطبيق ذهنية اتفاق الطائف. في 5 يوليو 2008 شارك في تأسيس اللقاء الوطني المسيحي الذي يجمع قوى وشخصيات مسيحية معارضة من أبرزها التيار الوطني الحر، تيار المردة، كريم بقرادوني وإلياس سكاف.

## الوزارات التي تولاها
- وزيرًا للدفاع الوطني بالفترة من 25 نوفمبر 1989 حتى 24 ديسمبر 1990 في حكومة الرئيس سليم الحص في عهد الرئيس إلياس الهراوي.
- وزيرًا للإعلام بالفترة من 24 ديسمبر 1990 حتى 16 مايو 1992 في حكومة الرئيس عمر كرامي في عهد الرئيس إلياس الهراوي.
- وزير دولة بالفترة من 26 أكتوبر 2004 حتى 17 أبريل 2005 في حكومة الرئيس عمر كرامي في عهد الرئيس إميل لحود.